# Сакума Самата
Генерал граф Сакума Самата (佐久間 左馬太, 19 листопада 1844 — 5 серпня 1915) — генерал японської імператорської армії та 5-й генерал-губернатор Тайваню з 11 квітня 1906 по травень 1915.

## Біографія
Сакума народився в районі Абу, провінція Наґато (сьогодні Хаґі, Ямаґуті), як молодший син Окамури Маґосіті, самурая домену Чосю, і пізніше був усиновлений у родині Сакума. Він вивчав західну військову науку під керівництвом Омури Масудзіро і був командиром роти, що захищала територію від Другої експедиції Тьосю, організованої сьоґунатом Токуґава в 1866 році. Згодом він брав участь у війні Бошин під час реставрації Мейдзі з відзнакою в битві при Айдзу. У 1872 році він вступив до молодої японської імператорської армії в чині капітана.
У лютому 1874 року Сакума брав участь у придушенні повстання Саги, під час якого він очолював колону військ із замку Кумамото. Потім він брав участь у Тайванській експедиції 1874 року, де 22 травня він командував силою 150 солдатів, яка потрапила в засідку аборигенів, розпочавши битву біля Кам'яних воріт. Під час повстання в Сацумі він був командиром 6-го піхотного полку IJA. У 1878 році отримав звання полковника. У лютому 1881 року Сакума отримав звання генерал-майора, який командував військовим округом Сендай.
У травні 1885 року Сакума отримав командування 10-ю піхотною бригадою IJA і наступного року отримав звання генерал-лейтенанта. У тому ж 1886 році він був зведений до титулу дансяку (барона) за системою перства казоку.
З початком Першої японо-китайської війни Сакума командував 2-ю дивізією IJA в битві при Вейхайвеї, а пізніше служив японським військовим губернатором Вейхайвея в провінції Шаньдун, Китай. Наприкінці війни він був нагороджений Великим Кордоном Ордена Сонця, що сходить, і зведений у шишаку (віконт).
У 1898 році Сакума був призначений командувачем центрального відділу імператорської гвардії і став повним генералом. Після короткої відпустки він став командувачем Токійського гарнізону. У квітні 1906 року, після призначення 5-м генерал-губернатором Тайваню, Сакума був нагороджений орденом Східного сонця (1-й ступінь з квітами павловнії, Великий кордон), а в 1907 році був підвищений до хакусяку (графа).
Після припинення збройного опору китайського населення хань на Тайвані колоніальна влада звернула увагу на придушення племен аборигенів, що мешкали в горах. Однією з причин, чому Сакуму було обрано очолити колоніальний уряд, була його участь у попередній японській кампанії 1874 року, і його місія поширила японський контроль на регіони аборигенів. Під час свого правління Сакума провів кілька збройних кампаній проти народів атаял, бунун і труку. Сакума був одним із генерал-губернаторів Тайваню, який найдовше пропрацював, і пішов у відставку в 1915 році після успішного завершення кампанії примирення. Його високо цінували за допомогу у розвитку східного узбережжя Тайваню, особливо порту Хуалянь і району ущелини Тароко.
Йому також приписують запровадження бейсболу на Тайвані в 1910 році.
Після його смерті він став камі при державному синтоїзмі, і на його честь було споруджено святиню в Саґаміхара, префектура Канаґава, і в Тайхоку (сучасний Тайбей). Святиня в Японії все ще існує, але безуспішні спроби були зроблені для реконструкції святині на Тайвані.

## Нагороди
- 1882 —  Орден Східного Сонця 3 ступеня
- 1887 —  Орден Східного Сонця 2 ступеня[3]
- 1895 —  Великий Кордон Ордена Висхідного Сонця[1]
- 1906 —  Орден висхідного сонця з квітами павловнії[4]

## Виноски
1. 1 2  『官報』第3644号「叙任及辞令」August 21, 1895
2. ↑  『官報』第7272号「授爵敍任及辞令」September 23, 1907
3. ↑  『官報』第1325号「叙任及辞令」November 28, 1887
4. ↑  『官報』第7074号「叙任及辞令」1907年1月31日。